# Якимівська селищна рада
Яки́мівська се́лищна ра́да — адміністративно-територіальна одиниця та орган місцевого самоврядування в Якимівському районі Запорізької області. Адміністративний центр — селище міського типу Якимівка.

## Загальні відомості
Якимівська селищна рада утворена в 1957 році.
- Територія ради: 8,983 км²
- Населення ради: 11 934 особи (станом на 2015 рік)
- Територією ради протікає річка Малий Утлюк

## Населені пункти
Селищній раді підпорядковані населені пункти:
- смт Якимівка

## Склад ради
Рада складається з 36 депутатів та голови.
- Голова ради: Чишко Михайло Євгенійович
- Секретар ради: Кузнєцова Наталя Сергіївна

### Керівний склад попередніх скликань
| Прізвище, ім'я, по батькові | Основні відомості                                                        | Дата обрання | Дата звільнення |
| --------------------------- | ------------------------------------------------------------------------ | ------------ | --------------- |
| Роговий Юрій Олександрович  | Селищний голова, 1951 року народження, безпартійний                      | 26.03.2006   | 31.10.2010      |
| Чишко Михайло Євгенійович   | Селищний голова, 1953 року народження, освіта вища, член Партії регіонів | 31.10.2010   |                 |

Примітка: таблиця складена за даними сайту Верховної Ради України

### Депутати
За результатами місцевих виборів 2010 року депутатами ради стали:

#### За суб'єктами висування
| Суб'єкт висування                                       | Кількість обраних депутатів | %    |
| ------------------------------------------------------- | --------------------------- | ---- |
| Партія регіонів                                         | 21                          | 58,3 |
| Самовисування                                           | 13                          | 36,1 |
| Комуністична партія України                             | 1                           | 2,8  |
| Політична партія Всеукраїнське об'єднання «Батьківщина» | 1                           | 2,8  |

#### За округами
| № округу                                                | Прізвище, ім'я, по батькові        | Дата визнання обраним | Освіта             | Партійна приналежність                        | Відомості про обраного депутата                                         |
| ------------------------------------------------------- | ---------------------------------- | --------------------- | ------------------ | --------------------------------------------- | ----------------------------------------------------------------------- |
| Комуністична партія України                             |                                    |                       |                    |                                               |                                                                         |
| 1                                                       | Шайхутдінова Світлана Іванівна     | 01.11.2010            | середня спеціальна | член Комуністичної партії України             | Якимівський терцентр, соцробітник                                       |
| Партія регіонів                                         |                                    |                       |                    |                                               |                                                                         |
| 2                                                       | Макарик Віктор Яковлевич           | 01.11.2010            | вища               | позапартійний                                 | Якимівський професійний аграрний ліцей, директор                        |
| 3                                                       | Шаракін Андрій Валерійович         | 01.11.2010            | вища               | член Партії регіонів                          | Якимівська районна рада, головний спеціаліст                            |
| 5                                                       | Скляров Роман Васильович           | 01.11.2010            | вища               | член Партії регіонів                          | ДЗ «Якимівськарайонна СЕС», юрисконсульт                                |
| 7                                                       | Сушко Марина Володимирівна         | 01.11.2010            | вища               | член Партії регіонів                          | Якимівська районна державна адміністрація, спеціаліст відділу освіти    |
| 8                                                       | Грабовець Антон Андрійович         | 01.11.2010            | вища               | член Партії регіонів                          | Якимівська ЦРЛ, інженер-програміст                                      |
| 10                                                      | Песчаний Леонід Анатолійович       | 01.11.2010            | середня спеціальна | член Партії регіонів                          | приватний підприємець                                                   |
| 11                                                      | Здрала Наталя Валентинівна         | 01.11.2010            | вища               | член Партії регіонів                          | Якимівська районна рада, головний спеціаліст                            |
| 12                                                      | Фесик Віктор Олексійович           | 01.11.2010            | середня спеціальна | член Партії регіонів                          | КЗ Якимівський районний будинок культури, директор                      |
| 14                                                      | Тверда Олена Володимирівна         | 01.11.2010            | вища               | член Партії регіонів                          | Якимівська ЦРЛ, заступник головного лікаря                              |
| 18                                                      | Степанов Володимир Леонідович      | 01.11.2010            | вища               | член Партії регіонів                          | ПП «Атлант-СКЛ», директор                                               |
| 22                                                      | Дудкін Іван Вікторович             | 26.12.2010            | вища               | член Партії регіонів                          | Якимівська райдержадміністрація, заступник голови з гуманітарних питань |
| 23                                                      | Карягін Павло Іванович             | 01.11.2010            | вища               | позапартійний                                 | Запорізька колегія адвокатів, адвокат                                   |
| 24                                                      | Милосердов Володимир Володимирович | 01.11.2010            | вища               | член Партії регіонів                          | приватний підприємець                                                   |
| 26                                                      | Геладзе Баходір Азізович           | 01.11.2010            | вища               | член Партії регіонів                          | приватний підприємець                                                   |
| 27                                                      | Єфімов Володимир Володимирович     | 01.11.2010            | середня            | член Партії регіонів                          | тимчасово не працює                                                     |
| 28                                                      | Захаров Микола Іванович            | 01.11.2010            | вища               | член Партії регіонів                          | Якимівська районна державна адміністрація, заступник голови             |
| 32                                                      | Соломахін Євген Андрійович         | 01.11.2010            | вища               | член Партії регіонів                          | Якимівська загальноосвітня школа № 3, вчитель історії                   |
| 33                                                      | Іріоглу Олександр Васильович       | 01.11.2010            | середня            | член Партії регіонів                          | тимчасово не працює                                                     |
| 34                                                      | Мандрикін Олексій Сергійович       | 01.11.2010            | середня спеціальна | член Партії регіонів                          | тимчасово не працює                                                     |
| 35                                                      | Маслов Микола Васильович           | 01.11.2010            | вища               | член Партії регіонів                          | приватний підприємець                                                   |
| 36                                                      | Троневич Анастасія Василівна       | 01.11.2010            | середня            | член Партії регіонів                          | КП «ПОЖКГ Та ПО», двірник                                               |
| Політична партія Всеукраїнське об'єднання «Батьківщина» |                                    |                       |                    |                                               |                                                                         |
| 19                                                      | Чаплигін Віктор Тимофійович        | 01.11.2010            | вища               | член Всеукраїнського об'єднання «Батьківщина» | пенсіонер                                                               |
| Самовисування                                           |                                    |                       |                    |                                               |                                                                         |
| 4                                                       | Королькова Віра Володимирівна      | 01.11.2010            | середня спеціальна | позапартійна                                  | ДНЗ"Топольок", вихователь                                               |
| 6                                                       | Капля Дмитро Олександрович         | 01.11.2010            | вища               | позапартійний                                 | Якимівська селищна рада, спеціаліст1 категорії                          |
| 9                                                       | Сидорова Тетяна Миколаївна         | 01.11.2010            | вища               | позапартійна                                  | приватний підприємець                                                   |
| 13                                                      | Кузнєцова Наталя Сергіївна         | 01.11.2010            | вища               | позапартійна                                  | Якимівська селищнарада, секретар                                        |
| 15                                                      | Єгоров Олександр Володимирович     | 26.12.2010            | середня спеціальна | член Партії регіонів                          | ВАТ Запоріжгаз, слюсар                                                  |
| 16                                                      | Гура Володимир Павлович            | 01.11.2010            | вища               | член Партії регіонів                          | КЗ «Якимівська дитяча музична школа», директор                          |
| 17                                                      | Чугреєв Віталій Олексійович        | 01.11.2010            | вища               | член Селянської партії України                | селищний будинок культури, директор                                     |
| 20                                                      | Мєджидова Людмила Олексіївна       | 01.11.2010            | середня спеціальна | позапартійна                                  | ДНЗ «Ластівка», помічник вихователя                                     |
| 21                                                      | Дєдушев Василь Борисович           | 01.11.2010            | вища               | позапартійний                                 | Якимівський УОС, начальник дільниці                                     |
| 25                                                      | Сляднєва Ірина Анатоліївна         | 01.11.2010            | вища               | позапартійна                                  | загальноосвітня школа-садок «Росинка», вчитель-методист                 |
| 29                                                      | Костова Надія Володимирівна        | 01.11.2010            | середня спеціальна | позапартійна                                  | приватний підприємець                                                   |
| 30                                                      | Кальчева Валентина Андріївна       | 01.11.2010            | вища               | позапартійна                                  | загальноосвітня школа-садок «Колосок», директор                         |
| 31                                                      | Кальчев Станіслав Нестерович       | 01.11.2010            | середня спеціальна | позапартійний                                 | Якимівський УЗС, водій                                                  |